# District de Djamboul (oblys de Djamboul)
Le  district de Djamboul (kazakh : Жамбыл ауданы; russe : Жамбылский район) est un district de l'oblys de Djamboul au sud-est du Kazakhstan. 

## Géographie
Son centre administratif est la localité de  Asy. 

## Démographie
Sa population est de 77 711 habitants en 2013.